# Audrina Patridge
Audrina Cathleen Patridge (ur. 9 maja 1985) – amerykańska aktorka i osobowość telewizyjna. Najlepiej znana jako jedna z głównych postaci reality show Wzgórza Hollywood (The Hills) w telewizji MTV. W 2010 Audrina pojawi się w swoim własnym programie The Audrina Show.

## Kariera
Po przeprowadzce do Los Angeles podjęła pracę w studiu Quixote jako recepcjonistka. W 2006 roku gwiazdy programu Laguna Beach Lauren Conrad i Heidi Montag postanowiły, że nakręcą reality show Wzgórza Hollywood w jej domu. Audrina szybko stała się ich przyjaciółką i dołączyła do obsady programu. 28 maja 2009 roku podczas wywiadu w On Air with Ryan Seacrest potwierdziła, że opuszcza Wzgórza, aby pokazać siebie na podstawie programu dokumentującego jej życie poza reality show. Audrina opuści Wzgórza tak szybko, jak zostaną nakręcone dodatkowe odcinki 5 sezonu. Jej nowy show, The Audrina Show, zostanie wyprodukowany przez Marka Burnetta w telewizji MTV na początku 2010 roku.
Pojawienie się w Wzgórzach Hollywood otworzyło jej drogę do Hollywood. Audrina dostała niewielką rolę w filmie Into the Blue 2: The Reef - film został wydany na DVD 21 kwietnia 2009 roku. Pojawiła się w serialach takich jak MADtv czy Do Not Disturb. W sierpniu 2008 roku dołączyła do obsady filmu Ty będziesz następna, gdzie zagrała Megan. Film był realizowany od października 2008 do początku 2009 roku. Premiera Ty będziesz następna planowana jest 11 września 2009 roku. Zagrała również w A Nightmare on Elm Street i The Silent Killer. Ostatnio występuje w reklamie popularnej restauracji fast foodów Carl's Jr.

## Filmografia
- 2011: Honey 2 jako Melinda
- 2011: Audrina jako ona sama
- 2009: Ty będziesz następna (Sorority Row) jako Megan Blair
- 2009: Into The Blue 2:The Reef jako Kelsey
- 2009: Dress My Nest jako ona sama
- 2009: Family Guy jako ona sama
- 2008: Do Not Disturb jako ona sama
- 2007–2008: MADtv jako ona sama
- 2006–2009: Wzgórza Hollywood (The Hills) jako ona sama